# برناردو دي لا غارزا
برناردو دي لا غارزا هو سياسي مكسيكي، ولد في 14 أكتوبر 1970. نشط حزبياً في Ecologist Green Party of Mexico ‏. وقد انتخب عضو مجلس النواب المكسيك ‏.